# Liste der Bodendenkmäler in Bürgstadt
Auf dieser Seite sind die Bodendenkmäler in dem unterfränkischen Markt Bürgstadt zusammengestellt. Diese Tabelle ist eine Teilliste der Liste der Bodendenkmäler in Bayern. Grundlage ist die Bayerische Denkmalliste, die auf Basis des Bayerischen Denkmalschutzgesetzes vom 1. Oktober 1973 erstmals erstellt wurde und seither durch das Bayerische Landesamt für Denkmalpflege geführt wird. Die folgenden Angaben ersetzen nicht die rechtsverbindliche Auskunft der Denkmalschutzbehörde.

## Bodendenkmäler in Bürgstadt
| Lage       | Objekt                                                                                   | Akten-Nr.     | Bild |
| ---------- | ---------------------------------------------------------------------------------------- | ------------- | ---- |
| (Standort) | Ringwall sowie Höhensiedlung der Michelsberger Kultur, der Urnenfelderzeit               | D-6-6221-0001 |      |
| (Standort) | Brandgräber der Urnenfelderzeit.                                                         | D-6-6221-0005 |      |
| (Standort) | Brandgräber der Urnenfelderzeit.                                                         | D-6-6221-0007 |      |
| (Standort) | Kastell der römischen Kaiserzeit.                                                        | D-6-6221-0052 |      |
| (Standort) | Archäologische Befunde, hoch- und spätmittelalterlich                                    | D-6-6221-0080 |      |
| (Standort) | Merowingerzeitliche Körpergräber.                                                        | D-6-6221-0086 |      |
| (Standort) | Hallstattzeitliche Brandgräber.                                                          | D-6-6221-0087 |      |
| (Standort) | Römischer Kastellvicus.                                                                  | D-6-6221-0089 |      |
| (Standort) | Vermutlicher Verlauf von Wall und Graben des römischen Limes.                            | D-6-6221-0093 |      |
| (Standort) | Archäologische Befunde                                                                   | D-6-6221-0117 |      |
| (Standort) | Archäologische Befunde im Bereich der frühneuzeitlichen Zentgrafenkapelle bei Bürgstadt. | D-6-6221-0118 |      |